# Aurèle Joliat
Aurèle Émile Joliat (29 de agosto de 1901 - 2 de junho de 1986) foi um canadense profissional em hóquei no gelo que jogou 16 temporadas na liga National Hockey League (NHL) para o Montreal Canadiens.

## Carreira
Joliat começou sua carreira de hóquei no gelo em 1916, jogando por várias equipes amadoras canadenses em Ottawa e Iroquois Falls, Ontario. Em 1922, no entanto, Joliat foi concedido ao Montreal Canadiens. No início, o negócio de um desconhecido para o maior jogador era nada popular entre os fãs, mas o Pequeno Gigante provou ser um êxito imediato no gelo. Na temporada seguinte, Joliat ajudou os Montreal Canadiens à copa Stanley em 1924 sobre o WCHL de Calgary Tigers. Ele ajudou os Canadiens a ganhar dois prêmios em 1930 e 1931. Joliat provou digno de nota como uma frente de duas vias, sobretudo para a habilidade de contra-ataque depois de um rompimento. Apesar de sua falta de tamanho, Joliat foi um dos menores jogadores no jogo, ele também foi notável por recuar a partir de confrontos no gelo. Sua época de explosão foi em 1925, quando se uniu com Howie Morenz e Boucher Billy, Joliat marcou 29 gols para liderar a NHL e seus 41 pontos seria um alto na sua carreira. Ele permaneceria como um jogador de impacto para os Habs através da temporada 1938 e se aposentou no ano seguinte, que teria devastado-se pela morte recente de Morenz.

## Aposentadoria
Joliat terminou sua carreira com 270 gols e 460 pontos em 655 jogos. Ele foi introduzido no Hockey Hall of Fame em 1947. Em 1985, Joliat patinou em torno do Fórum de Montreal para uma ovação enorme como um tratamento especial para os fãs. Apesar de ter descido duas vezes, ele rapidamente se levantou e terminou o seu skate, a marca tampa preta que ele usava para trás em seus dias jogando na mão.

## Estatísticas da carreira
| 1922–23            | Montreal Canadiens | NHL                | 24  | 13  | 9   | 22  | 31  | 2  | 1  | 1  | 2  | 8  |
| 1923–24            | Montreal Canadiens | NHL                | 24  | 15  | 5   | 20  | 19  | 6  | 4  | 4  | 8  | 10 |
| 1924–25            | Montreal Canadiens | NHL                | 24  | 29  | 11  | 40  | 85  | 5  | 2  | 2  | 4  | 21 |
| 1925–26            | Montreal Canadiens | NHL                | 35  | 17  | 9   | 26  | 52  | —  | —  | —  | —  | —  |
| 1926–27            | Montreal Canadiens | NHL                | 43  | 14  | 4   | 18  | 79  | 4  | 1  | 0  | 1  | 10 |
| 1927–28            | Montreal Canadiens | NHL                | 44  | 28  | 11  | 39  | 105 | 2  | 0  | 0  | 0  | 4  |
| 1928–29            | Montreal Canadiens | NHL                | 44  | 12  | 5   | 17  | 59  | 3  | 1  | 1  | 2  | 10 |
| 1929–30            | Montreal Canadiens | NHL                | 42  | 19  | 12  | 31  | 40  | 6  | 0  | 2  | 2  | 6  |
| 1930–31            | Montreal Canadiens | NHL                | 43  | 13  | 22  | 35  | 73  | 10 | 0  | 4  | 4  | 12 |
| 1931–32            | Montreal Canadiens | NHL                | 48  | 15  | 24  | 39  | 46  | 4  | 2  | 0  | 2  | 4  |
| 1932–33            | Montreal Canadiens | NHL                | 48  | 18  | 21  | 39  | 53  | 2  | 2  | 1  | 3  | 2  |
| 1933–34            | Montreal Canadiens | NHL                | 48  | 22  | 15  | 37  | 27  | 3  | 0  | 1  | 1  | 0  |
| 1934–35            | Montreal Canadiens | NHL                | 48  | 17  | 12  | 29  | 18  | 2  | 1  | 0  | 1  | 0  |
| 1935–36            | Montreal Canadiens | NHL                | 48  | 15  | 8   | 23  | 16  | —  | —  | —  | —  | —  |
| 1936–37            | Montreal Canadiens | NHL                | 47  | 17  | 15  | 32  | 30  | 5  | 0  | 3  | 3  | 2  |
| 1937–38            | Montreal Canadiens | NHL                | 44  | 6   | 7   | 13  | 24  | —  | —  | —  | —  | —  |
| Totalização da NHL | Totalização da NHL | Totalização da NHL | 655 | 270 | 190 | 460 | 757 | 54 | 14 | 19 | 33 | 89 |